# 宮原慶太
宮原 慶太（みやはら けいた、本名：宮原 恵太（読み同じ）、1958年12月17日 - ）は、日本のピアニスト、作曲家、編曲家。東京都目黒区出身。

## 人物
武蔵工業大学附属高等学校、武蔵工業大学（現：東京都市大学）出身。曽祖父に日本画家の野村文挙、祖父に日本画家の野村雪江、父に画家野村武義(宮原武義)を持つ。叔父は日活映画監督の川辺和夫。
幼少期よりクラシックピアノを始めて才能を認められ、中学生のころには日本を代表する坂本龍一の自宅にピアノを習いに行き、ピアノだけではなく音楽そのものの楽しさを学び今に至る。
デビューは1981年、喜多郎のツアー。CM、アニメ、レコーディング、他のミュージシャンのサポートに数多く関わる。サクラカラーの正月用CMにてACC賞受賞。
キーボード・マガジン、サウンド&レコーディング・マガジンなどに記事を多数執筆。
1994年より髙橋真梨子のツアーに参加、現在もコンサートマスターを務める。また、コンサートのオープニング・クロージング、バンドの演奏アレンジを幅広く行う。 
Fevbre（フェイブル）というグループでも活動を続け、アルバム「タピスリ」「タピスリII」「爽」や「SK II」のCM音楽、NHKの教育番組や百貨店等のBGM等多くの作品を作り続けている。 
2020年公開の映画「星屑の町」の音楽を担当。劇中の音楽の他、カラオケ以外の歌ものの編曲、「シャボン玉」の作編曲も行っている。